# Altküla (Toila)
Altküla − wieś w Estonii, w prowincji Virumaa Wschodnia, w gminie Toila.